# Astro Lounge
Astro Lounge è il secondo album in studio del gruppo musicale pop rock statunitense Smash Mouth, pubblicato l'8 giugno 1999 dalla Interscope Records.

## Tracce
Testi e musiche di Greg Camp, eccetto dove indicato.
1. Who's There? – 3:33
2. Diggin' Your Scene – 3:10
3. I Just Wanna See – 3:45 (Greg Camp, Paul De Lisle)
4. Waste – 3:27
5. All Star – 3:21
6. Satellite – 3:39
7. Radio – 3:21
8. Stoned – 4:10
9. Then the Morning Comes – 3:04 (Greg Camp, Paul Barry)
10. Road Man – 2:31
11. Fallen Horses – 4:06 (Greg Camp, Steve Harwell, Paul De Lisle, Kevin Coleman, Michael Klooster)
12. Defeat You – 3:54
13. Come On Come On – 2:33 (Greg Camp, Steve Harwell)
14. Home – 3:12
15. Can't Get Enough of You, Baby – 2:30 (Sandy Linzer, Denny Randell)

## Formazione
- Steve Harwell - voce
- Greg Camp - chitarra, cori
- Paul De Lisle - basso, cori
- Kevin Coleman - batteria
- Michael Klooster - tastiere

### Altri musicisti
- Eric Valentine - tastiere, vibrafono
- DJ Homicide - scratches (traccia 8)
- John Gove - trombone
- Dana Pfeffer - xilofono

## Classifiche

### Classifiche settimanali
| Classifica (1999) | Posizione massima |
| ----------------- | ----------------- |
| Australia         | 29                |
| Canada            | 12                |
| Germania          | 69                |
| Nuova Zelanda     | 19                |
| Paesi Bassi       | 85                |
| Stati Uniti       | 6                 |

### Classifiche di fine anno
| Classifica (1999) | Posizione |
| ----------------- | --------- |
| Australia         | 100       |
| Stati Uniti       | 34        |
| Classifica (2000) | Posizione |
| Stati Uniti       | 55        |